# 이광노
이광로(李光魯, 1931년 6월 16일~2016년 1월 28일)는 대한민국의 군인, 정치인이다. 황해도 벽성에서 출생하였다. 본관은 전의이다.

## 생애
1950년 9월, 육군종합학교 1기로 육군 소위로 임관했다. 이듬해인 1951년 3월, 육군사관학교 10기로 육군 중위로 재임관했다. 1983년에 육군 중장으로 예편했다.
1980년 5월 17일 비상계엄령 확대 조치 건의로 광주 민주화 운동을 불러온 계기가 된 전군 주요지휘관회의에 참석했고, 광주 민주화 운동 후에는 사망자가 발생한 광주에 파견되어 사건의 전말을 조사하는 역할을 맡았다.
제13대 국회에서 민주정의당 소속 비례대표 의원을 지냈으며, 더글러스 맥아더 동상 철거에 반대하는 등 보수 단체에서 활동하였다.

## 약력
- 1970년 육군 수도사단 예하 연대장 재직 당시에 육군 준장 진급
- 1971년 국방부 운영차관보
- 1971년 육군 특전사령부 전차여단장
- 1974년 대통령경호실 작전차장보.[5]
- 1976년 대통령 경호실 차장
- 1977년 육군 제5사단장 보임과 동시에 육군 소장 진급
- 1979년 육군 제1군사령부 부사령관(1981년 육군 수도군단장으로 이임)
- 1980년 국가보위비상대책위원회 내무분과위원장(국보위 상위위원회 내무분과 위원장 직위에 이어 국가보위입법회의 입법의원을 역임)
- 1981년 육군 수도군단장 보임과 동시에 육군 중장 진급
- 1983년 육군 수도군단장 겸 육군 제1군단장 직무대리
- 1983년 육군 중장 예편
- 1984년 한국디자인포장센터 이사장(1988년 퇴임)
- 1988년 민주정의당 상임고문
- 1988년 민주정의당 국회의원(1988년 ~ 1992년 : 제13대 국회의원(민주정의당))
- 1990년 민주자유당 상임고문
- 1992년 대한민국 국회사무총장(장관급)
- 1994년 민주자유당 탈당
- 1995년 통일원 이북5도위원회 황해도지사
- 1996년 신한국당 상임고문(1996년 8월 8일)
- 1997년 신한국당 탈당(1997년 3월 2일)

## 학력
- 1950년 황해도 옹진고등보통학교(現 인천 강화고등학교) 졸업
- 1950년 육군종합학교 1기 (육군 소위 임관)
- 1951년 육군사관학교 10기 (육군 중위 재임관)
- 1952년 육군보병학교 졸업
- 1966년 육군대학 졸업
- 1969년 국방대학교 행정학사 14기
- 1973년 서울대학교 행정대학원 행정학 석사

### 비학위 수료
- 서울대학교 경영대학원 최고경영자과정 수료
- 서울대학교 행정대학원 국가정책과정 수료
- 국제디자인대학원 국제정책과정 수료

## 역대 선거 결과
| 실시년도 | 선거  | 대수 | 직책     | 선거구 | 정당       | 득표수      | 득표율         | 순위       | 당락 | 비고 |
| -------- | ----- | ---- | -------- | ------ | ---------- | ----------- | -------------- | ---------- | ---- | ---- |
| 1988년   | 총선  | 13대 | 국회의원 | 전국구 | 민주정의당 | 6,670,494표 | \| \| 34.0% \| | 전국구 8번 |      | 초선 |
|          | 34.0% |      |          |        |            |             |                |            |      |      |